# Бучумень (Унгенський район)
Бучуме́нь (рум. Buciumeni) — село в Унгенському районі Молдови, адміністративний центр однойменної комуни, до складу якої також входять села Бучумень та Флорешть. Розташоване у північно-західній частині району за 24 км від районного центру — міста Унгенів та за 3 км від залізничної станції Бучумени.

## Історія
Село згадується у документах 1741 року. За радянських часів було центром Бучуменської сільської ради. В ньому розміщувалася центральна садиба радгоспу «Бучумени». У 1979 році радгоп реалізував продукції на 1,2 мільйона карбованців. Станом на 1 січня 1980 року у господарстві було 36 тракторів, 9 комбайнів, 12 вантажних автомобілів. У селі працювали  восьмирічна школа, Будинок культури із кіноустановкою, бібліотека, фельдшерсько-акушерський пункт, дитячі ясла-садок, магазин.

## Пам'ятники
В селі встановлений пам'ятник односельчанам, що загинули у німецько-радянській війні.

## Населення
За даними перепису населення 2004 року у селі проживали 679 осіб.
Національний склад населення села:
| Національність   | Кількість осіб | Відсоток   |
| ---------------- | -------------- | ---------- |
| молдавани румуни | 674 2          | 99,3% 0,3% |
| росіяни          | 2              | 0,3%       |
| українці         | 1              | 0,1%       |
| Всього           | 679            | 100%       |